# Die Hard Trilogy 2: Viva Las Vegas
Die Hard Trilogy 2: Viva Las Vegas — компьютерная игра в жанре экшен, разработанная n-Space и изданная Fox Interactive. Релиз состоялся в 2000 году на PlayStation и Windows. Сиквел игры 1996 года Die Hard Trilogy.

## Игровой процесс
В игре представлены три типа геймплея: шутер от третьего лица, виртуальный тир и гонки. При выборе сюжетного режима переключение между уровнями происходит автоматически. Также в игре есть аркадный режим, в котором игрок может отдельно проходить разные типы уровней. В шутерных секциях главный герой перемещается по уровню, сражается с врагами при помощи различных видов оружия и спасает заложников. В виртуальном тире перемещение происходит автоматически; игроку необходимо отстреливать противников, избегая при этом попаданий в гражданских. В транспортных уровнях необходимо выполнить поставленную цель, управляя автомобилем, при этом игрок может подбирать усиления и таранить машины врагов.

## Сюжет
Джон Макклейн прибывает в Лас-Вегас по приглашению Кенни Синклера, своего старого друга и бывшего сослуживца. Синклер устраивает вечеринку в честь своего назначения смотрителем тюрьмы Меса-Гранде. По прибытии Макклейн знакомится с Рисом Хоффманом, владельцем казино «Ревущие двадцатые» (англ. Roaring 20’s), и его деловым партнёром Еленой Гошкин.
Во время вечеринки заключённые поднимают бунт, и главному герою предстоит остановить их и спасти заложников. По ходу сюжета выясняется, что за происходящим стоят Синклер, Хоффман и Гошкин, пытающиеся таким образом захватить контроль над Лас-Вегасом.

## Оценки
| Сводный рейтинг    | Сводный рейтинг | Сводный рейтинг |
| Издание            | Оценка          | Оценка          |
| Издание            | PC              | PS              |
| ------------------ | --------------- | --------------- |
| GameRankings       | 59,50 %         | 59,05 %         |
| Иноязычные издания |                 |                 |
| Издание            | Оценка          | Оценка          |
| Издание            | PC              | PS              |
| EGM                |                 | 6,1/10          |
| GameFan            |                 | 81 %            |
| GamePro            | 4,5/5           | 3,5/5           |
| GameRevolution     |                 | D               |
| GameSpot           | 3,8/10          | 6,3/10          |
| IGN                | 5,7/10          | 3,5/10          |
| Next Generation    |                 | [ 13 ]          |
| OPM                |                 | [ 14 ]          |
| PC Gamer (US)      | 34 %            |                 |
| PC Zone            | 42 %            |                 |

Игра получила смешанные отзывы; средняя оценка версии для PlayStation на сайте GameRankings составила 59,05 % на основе 21 рецензии, версии для ПК — 59,50 % на основе 8 рецензий.
Журнал Electronic Gaming Monthly назвал виртуальный тир лучшей частью игры, при этом раскритиковав шутерные уровни за искусственный интеллект врагов, а транспортные — за управление. Схожее мнение высказал обозреватель Next Generation, отметив, что со световым пистолетом эти секции становятся «относительно интересными». Сайт IGN указал, что благодаря поддержке различных периферийных устройств уровни становятся значительно веселее.
Сайт GameRevolution раскритиковал музыку игры, в частности, композицию в исполнении рэпера Lil’ Zane, содержащую «одни из худших рифм со времён DK64».